# Chatchai Plengpanich
 (mai 2019).
Si vous disposez d'ouvrages ou d'articles de référence ou si vous connaissez des sites web de qualité traitant du thème abordé ici, merci de compléter l'article en donnant les références utiles à sa vérifiabilité et en les liant à la section « Notes et références ».
Chatchai Plengpanich (ฉัตรชัย เปล่งพานิช), né le 17 janvier 1960 à Kanchanaburi, est un acteur thaïlandais.

## Biographie
En 1981, Chatchai Plengpanich commence sa carrière dans le show-biz thaïlandais.
Il est acteur dans plus de 40 films.
En 1981, il joue dans son premier film ระย้า (Raya).
En 1982, il joue dans son second film สายสวาทยังไม่สิ้น en tant qu'acteur principal et il y rencontre l'actrice principale Sinjai Hongtai (dont c'est le premier film).
Il est acteur dans 10 films de Chatrichalerm Yukol : Song of Chao Phraya, Powder Road, Salween 2, La légende de Suriyothai et les 6 films Naresuan ; il est aussi acteur en 2010 dans Bang Rajan 2 de Thanit Jitnukul.
Il est de plus acteur ou réalisateur ou producteur de très nombreuses séries TV.
En 1984, il réalise Condominium, sa première série TV.
En 1987, c'est la série TV Prissana avec l'actrice Lalita Panyopas.
En 1988, il se marie à Sinjai Hongtai et ils ont trois enfants (deux fils et une fille) : Gun, Bom et Dom.
Ensuite ce sont, entre autres, quatre séries TV avec sa femme Sinjai comme actrice : Nai Fun (1992) ; Rom Chat (1995) ; Tawan Deard (2011); et la très célèbre série Beyond the Clouds (Nua (ou Nuer) Mek 2 / เหนือเมฆ 2 มือปราบจอมขมังเวทย์) qui a fait couler beaucoup d'encre dans la presse au début de l'année 2013.
(Beyond the Clouds / Nua Mek 2 diffusée sur Channel 3 fin 2012-début 2013 est une série produite par Chatchai Plengpanich (et dans laquelle il joue) et réalisée par Nonzee Nimibutr : cette série a suscité de vifs débats dans les médias thaïlandais car elle a été censurée brusquement  3 par le pouvoir du parti Pheu Thai et du premier ministre Thaksin Shinawatra juste deux heures avant la diffusion des trois derniers épisodes).
En 2013, en juin, une de ses dernières séries en date est Khun Chai Ronnapee.

## Filmographie
- 1981 : ระย้า (Raya)[9]
- 1982 : สายสวาทยังไม่สิ้น
- 1984 : Death Ring (เลือดตี๋ก็สีแด)
- 1985 : หยุดโลกเพื่อเธอ
- 1986 : Insee Sao (อินทรีสาว)
- 1987 : Ninja Force of Assassins (นักฆ่าหน้าหยก)
- 1987 : เพชรเสี้ยนทอง
- 1988 : Gun Man 2 Ai Meu Dam (มือปืน 2 ไอ้มือดำ)
- 1988 : Employ For Die (รับจ้างตาย)
- 1989 : เพลิงประกายเพชร
- 1990 : Song for Chao Phraya (น้องเมีย)[10]
- 1990 : The Two Worlds
- 1991 :  Powder Road (เฮโรอิน / Heroin)
- 1991 : Salween 2 (มือปืน 2 / Gunman 2)
- 1998 : Fah (ฟ้า)
- 1999 : Khon jorn (คนจร)
- 2000 : Satang (สตางค์)[11]
- 2001 : La Légende de Suriyothai[12]
- 2002 : Taloompuk (ตะลุมพุก มหาวาตภัยล้างแผ่นดิน)
- 2004 : Bangkok Robbery (102 ปิดกรุงเทพปล้น)
- 2004 : Zee-Oui (ซีอุย)
- 2005 : Necromancer (จอมขมังเวทย์)
- 2005 : Hit Man File (ซุ้มมือปืน)
- 2007 : King Naresuan Part I (ตำนานสมเด็จพระนเรศวรมหาราช ภาค 1 ตอน องค์ประกันหงสา)
- 2007 : King Naresuan, le souverain du Siam
- 2007 : Phii mai jiim fun (ผีไม้จิ้มฟัน)
- 2010 : Slice (เฉือน)[13],[14],[15]
- 2010 : Bang Rajan 2
- 2011 : King Naresuan Part III (ตำนานสมเด็จพระนเรศวรมหาราช ภาค 3 ตอน ยุทธนาวี)
- 2011 : King Naresuan Part IV (ตำนานสมเด็จพระนเรศวรมหาราช ภาค 4 ตอน ศึกนันทบุเรง)
- 2014 : King Naresuan Part V (ตำนานสมเด็จพระนเรศวรมหาราช ภาค 5 ตอน  ยุทธหัตถี)
- 2015 : King Naresuan Part VI (ตำนานสมเด็จพระนเรศวรมหาราช ภาค 6 ตอน อวสานหงสา)
- 2019 : Necromancer 2020 ( จอมขมังเวทย์ 2020)